# NGC 6786
NGC 6786 (również PGC 62864 lub UGC 11414) – galaktyka spiralna z poprzeczką (SBbc), znajdująca się w gwiazdozbiorze Smoka. Została odkryta 3 października 1886 roku przez Lewisa Swifta. Galaktyka ta jest odległa o około 350 milionów lat świetlnych od Ziemi. Należy do galaktyk Seyferta typu 2.
Galaktyka ta oddziałuje grawitacyjnie z pobliską UGC 11415, którą zapewne w odległej przyszłości pochłonie. Dziś można obserwować zniekształcenia obu galaktyk.
W NGC 6786 zaobserwowano jedną supernową: SN 2004ed.